# OB-31 Omiš
Obalni ophodni brod Omiš, oznake OOB-31, obalni ophodni brod Republike Hrvatske. Radi se o prototipu ophodnog broda, izgrađenog u Brodosplitu za potrebe Obalne straže RH. S vremenom će ova klasa broda zamijeniti sve ophodne brodove klase Mirna. Projekt broda potpisuje Marine and Energy Solutions DIV d.o.o. iz Zagreba

## Namjena
Temeljna namjena OOB-a je ophodnja radi nadzora i zaštita interesa RH na moru. Oni će se koristiti i za potporu otočnom stanovništvu te sudjelovanje u akcijama traganja i spašavanja na moru. U ratu se obalni ophodni brodovi koriste za zaštitu unutarnjih morskih voda te za zadaće borbene i logističke potpore. U Egiptu je 2021. godine prezentirana i verzija opremljena s 4 rakete brod-brod, no ista je skromno opremljena u usporedbi s primjerice brodovima klase Hamina iz Finske, koji imaju otprilike istu istisninu, a posjeduju i 8 raketa brod-zrak.

## Vanjske poveznice
- OOB-31 Omiš predan HRM-u - brodosplit.hr
- https://hrvatski-vojnik.hr/povratak-hrvatske-vojne-brodogradnje/